# محمد برزگر
محمد برزگر (زاده ۲ مرداد ۱۳۵۵ در تهران) بازیکن فوتبال ایرانی است.
وی سابقه قهرمانی با تیم باشگاه فوتبال پرسپولیس تهران در اولین دوره لیگ برتر فوتبال ایران را دارد.
همچنین وی در باشگاه‌های فجرسپاسی، شهرداری بندرعباس و تربیت یزد سابقه عضویت دارد.

## مربیگری
برزگر در سال ۱۳۹۸ به‌عنوان مربی باشگاه پرسپولیس در رده جوانان معرفی گردید.

## آمار بازی در پرسپولیس
| باشگاهی | باشگاهی  | باشگاهی               | لیگ  | لیگ                              | جام      | جام      | قاره | قاره | مجموع | مجموع |
| فصل     | باشگاه   | لیگ                   | بازی | گل                               | بازی     | گل       | بازی | گل‌   | بازی  | گل‌    |
| ایران   | ایران    | ایران                 | لیگ  | لیگ                              | جام حذفی | جام حذفی | آسیا | آسیا | مجموع | مجموع |
| ------- | -------- | --------------------- | ---- | -------------------------------- | -------- | -------- | ---- | ---- | ----- | ----- |
| ۹۹–۱۹۹۸ | پرسپولیس | لیگ آزادگان           | ۰    | ۰                                | ۱        | ۰        | –    | –    | ۱     | ۰     |
| ۰۰–۱۹۹۹ | پرسپولیس | لیگ آزادگان           | ۱۶   | ۰                                | ۱        | ۰        | ۰    | ۰    | ۱۷    | ۰     |
| ۰۱–۲۰۰۰ | پرسپولیس | لیگ آزادگان           | ۱۱   | ۱                                | ۲        | ۰        | ۲    | ۰    | ۱۵    | ۱     |
| ۰۲–۲۰۰۱ | پرسپولیس | لیگ برتر فوتبال ایران | ۱۲   | ۱                                | ۳        | ۰        | –    | –    | ۱۵    | ۱     |
| ۰۳–۲۰۰۲ | پرسپولیس | لیگ برتر فوتبال ایران | ۱۳   | ۱                                |          |          | ۳    | ۰    |       |       |
| ۰۴–۲۰۰۳ | پرسپولیس | لیگ برتر فوتبال ایران | ۹    | ۰                                |          |          | –    | –    |       |       |
| مجموع   | باشگاه   | باشگاه                | ۶۱   | ۳\|\|\|\|\|\|\|۵\|\|۰\|\|۶۶\|\|۳ |          |          |      |      |       |       |

## افتخارات

### بانک ملی
- ۴ دوره قهرمانی لیگ فوتبال جوانان و امید تهران[۱]

### فجر سپاسی
- قهرمانی لیگ دسته اول فوتبال ایران[۱]

### پرسپولیس
- ۲ مقام سومی جام باشگاه‌های فوتبال آسیا[۱]
- قهرمانی لیگ آزادگان ۷۹–۷۸ و لیگ برتر فوتبال ایران ۸۱–۱۳۸۰[۱]
- قهرمانی جام حذفی فوتبال ایران[۱]